# El Diablo - Tren de la Mina
El Diablo - Tren de la Mina es una montaña rusa del tipo tren minero instalada en el parque temático PortAventura Park, en Salou y Vilaseca, en la provincia de Tarragona, en Cataluña, España. Fue inaugurada el 2 de mayo de 1995 con la apertura del parque y es una de las más frecuentadas por ser apta para todos los públicos. Está fabricada por Arrow Dynamics y pertenece a la categoría de las moderadas en cuanto a sensaciones.

## Inicios
La atracción abrió con el parque en 1995 siendo una de las de mayor éxito debido a su polivalencia para mayores y pequeños, y aun así conservar cierta emoción. Su entrada estaba anteriormente ubicada en el México Nuevo con un recorrido largo por las casetas destinadas a hacer cola.

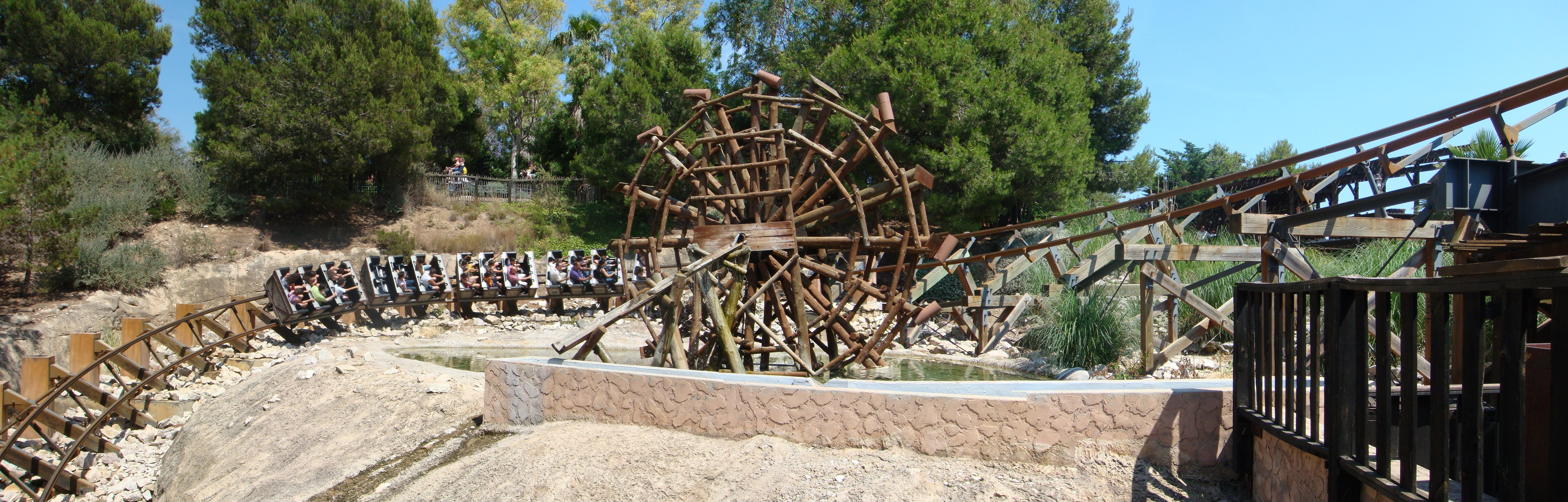
Gran panorámica de la gran curva de El Diablo.

## Descripción
La temática y el tipo de atracción es típica en muchos parques del mundo e incluso representa por sí mismo una categoría de montañas rusas denominadas "El tren de la mina". Se caracteriza por un largo recorrido con tres subidas por cadena, y cruzarse en su recorrido con el Silver River Flume y el Ferrocarril Tour. La entrada actual a la atracción dista bastante de la ubicación original, que estaba en el México Nuevo, justo al lado de la entrada a Far West.

## Argumento
La antigua mina de plata abre sus puertas y necesita nuevos trabajadores. Carteles anuncian por todas partes que se precisan mineros.
Un grupo de jóvenes buscando nuevas riquezas se introducen en la mina para precisar el trabajo anunciado. Estos mineros no volvieron a aparecer jamás.
Hay algo en esa mina que no es de este mundo. Durante 50 años nadie se ha atrevido a poner un pie en la mina, hasta que una intrépida arqueóloga se interesa por la maldición y por los comentarios de las gentes del pueblo. No se lo piensa dos veces y se adentra en la mina. Después de horas y horas andando por la mina empieza a oír un inmenso estruendo, y ve a lo lejos un tren minero precipitarse, la arqueóloga huye despavorida hasta poder refugiarse del tren maldito, donde encuentra una cueva con los mineros perdidos.
La arqueóloga logra salvarlos y todos consiguen huir de la mina. Desde entonces y en la aldea siguen convencidos de que el tren maldito continúa circulando por la vieja mina abandonada buscando nuevas víctimas.
La mina se vuelve a abrir, y precisan mineros.

## Tematización

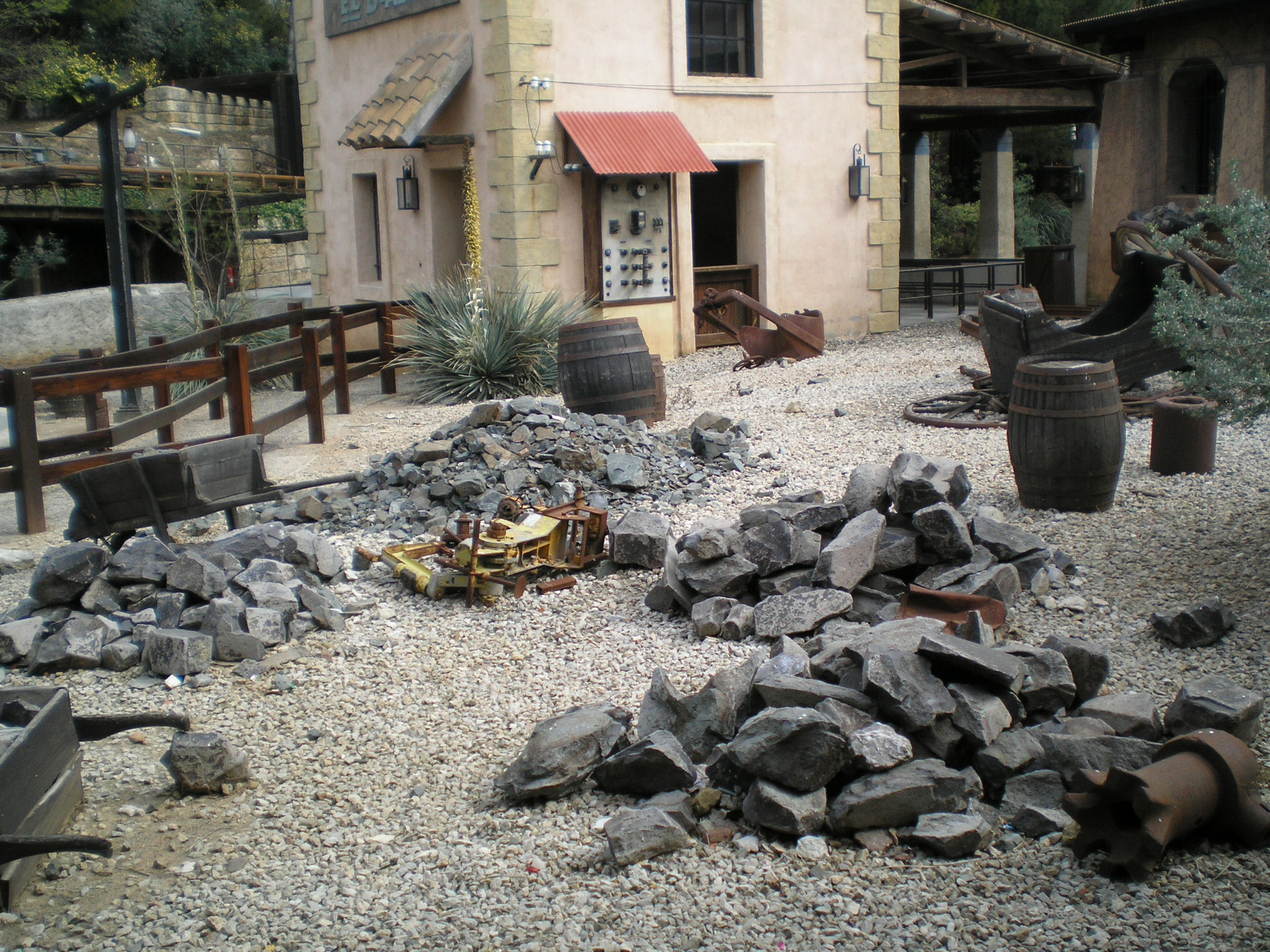
Tematización visible desde las colas.

Tematizada con elementos de una mina, carros, carbón, motores, utensilios, horno… etc Colas y estación con todo detalle. Pasarás entre túneles, un pequeño lago con un molino…
Las casetas de las colas de la atracción reproducen las instalaciones mineras que podemos encontrar en Taxco y Guanajuato.

## Recorrido
El recorrido se caracteriza por su longitud y las tres subidas por cadena.. El recorrido es serpenteante e invita más a mirar el paisaje que a entusiasmarse con las bondades de la atracción. Las vías se cruzan y camuflan con otras atracciones del parque y la última bajada (la más fuerte) hace un gran giro de más de 270 grados mientras desciende, para luego ascender en otro giro cerrado y dar entrada a la estación nuevamente. Existió en 2004 una variante en donde situaban los últimos asientos del tren mirando hacia atrás. Ya no existe dicha variante.

## Ficha

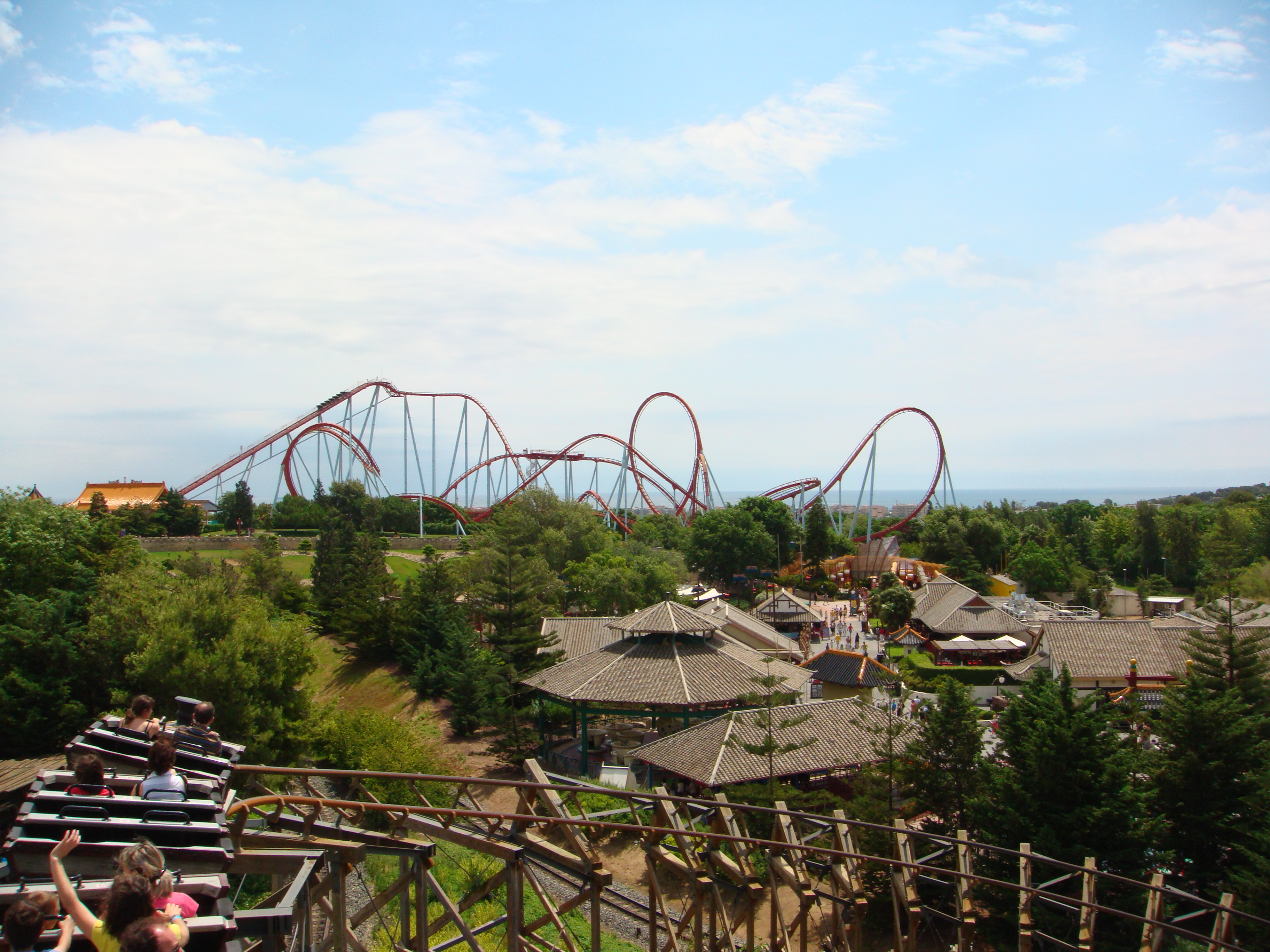
Buenas vistas desde El Diablo

| Fecha de inauguración           | 1 de mayo de 1995                                                  |
| Zona del Parque                 | México                                                             |
| Diseño                          | Arrow Desing                                                       |
| Tipo                            | Mine Train                                                         |
| Estado actual                   | Abierta                                                            |
| Duración                        | 3 minutos 10 segundos                                              |
| Altura y caída máxima           | 16,5 m                                                             |
| Longitud del recorrido          | 1007.7 m                                                           |
| Velocidad máxima                | 60 km/h                                                            |
| Nº máximo de carros simultáneas | 5                                                                  |
| Capacidad por viaje             | 34 (6*6)(2 por fila)(el primer vagón sólo 2 asientos)              |
| Volumen de pasajeros            | 1300 personas/hora                                                 |
| Altura Min. y Max               | 1,1 m / No (Entre 1,1 m y 1,4 acompañados)                         |
| Características especiales      | Soportes de madera y vías negras de acero (Hybrid Wood Structure)) |
| Foto/Video On Ride              | Sí / No                                                            |
| Servicio Express                | Sí                                                                 |
| Tipo frenada                    | Frenos neumáticos                                                  |
| Acceso con movilidad reducida   | Sí                                                                 |
| Coste                           | 900.000 €                                                          |
| Geolocalización                 | 41°05′21″N 1°09′29″E / 41.089235, 1.158075                         |

## Galería de fotos

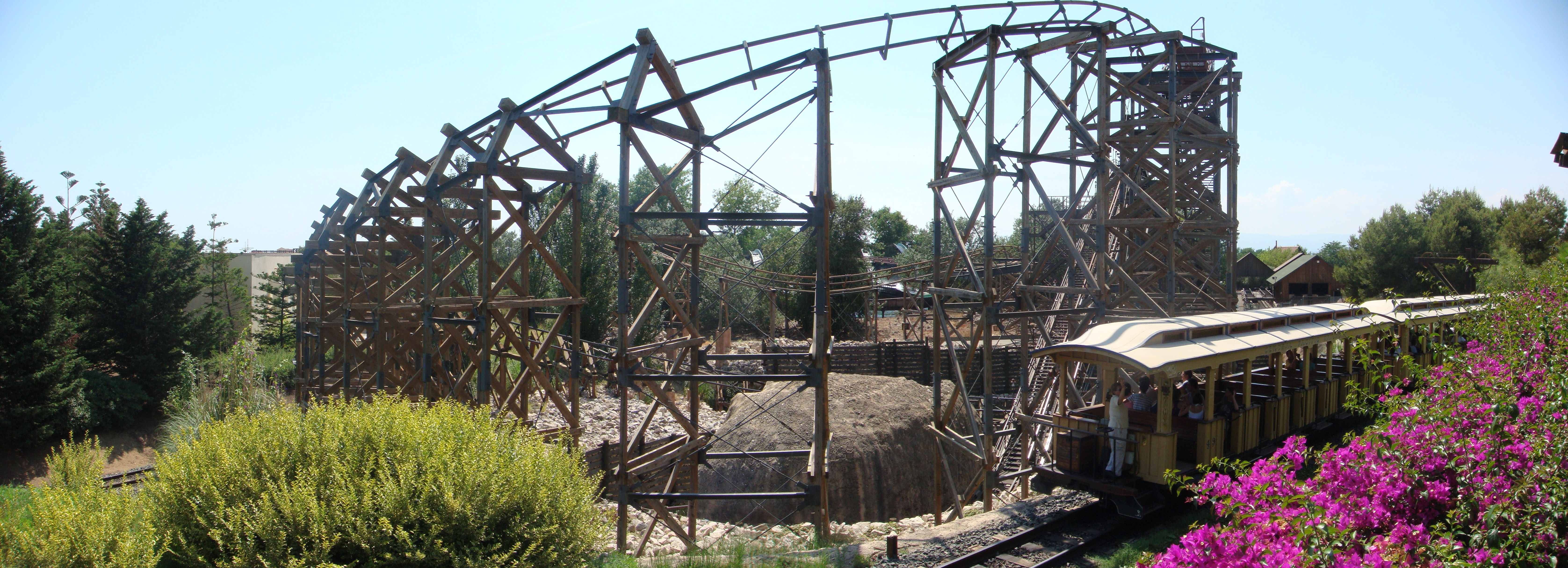
Vistas de la atracción junto con el tren

.

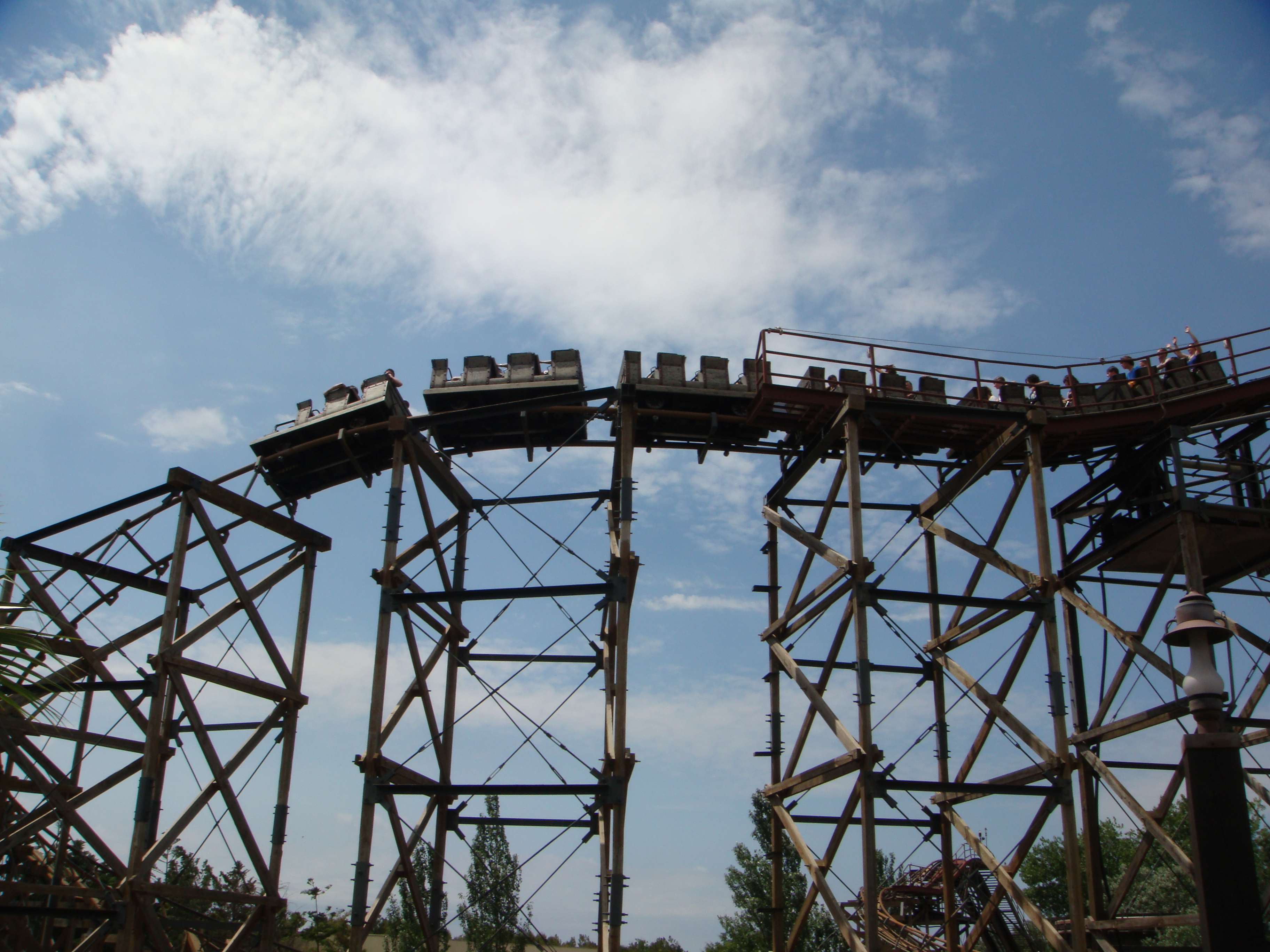
El Diablo inicia la bajada.
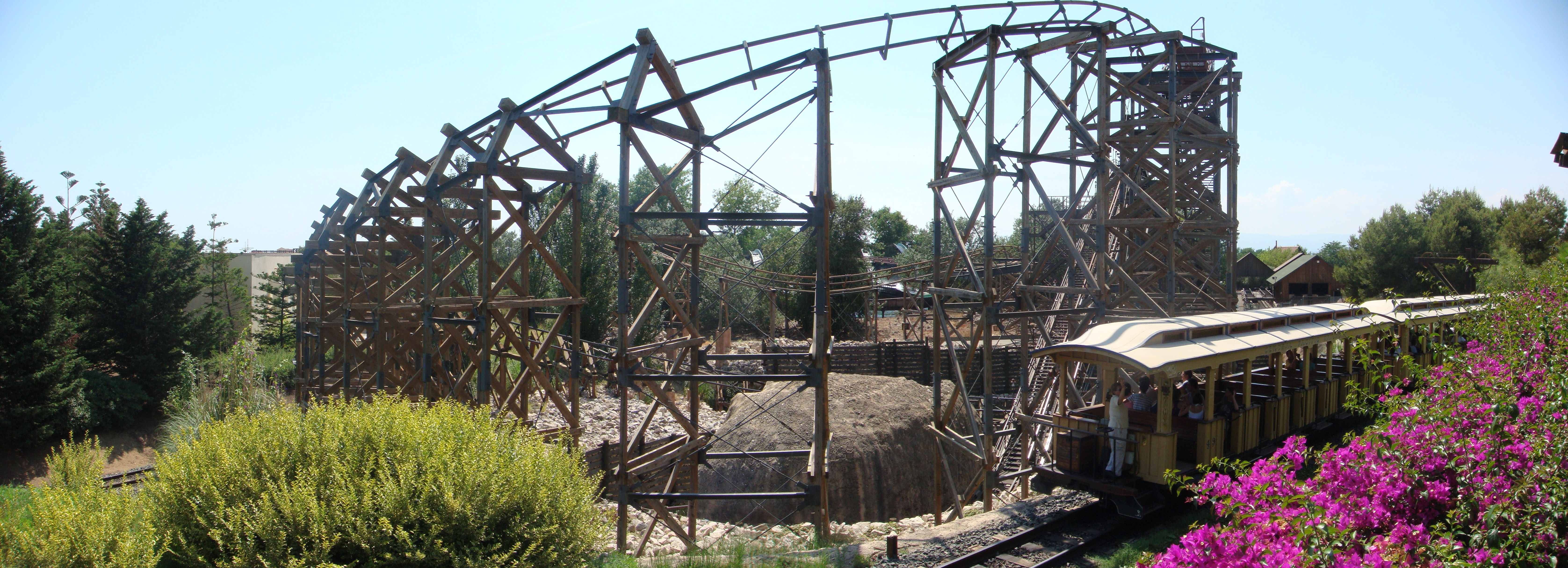
El Ferrocarril pasa al lado de las vías de El Diablo.
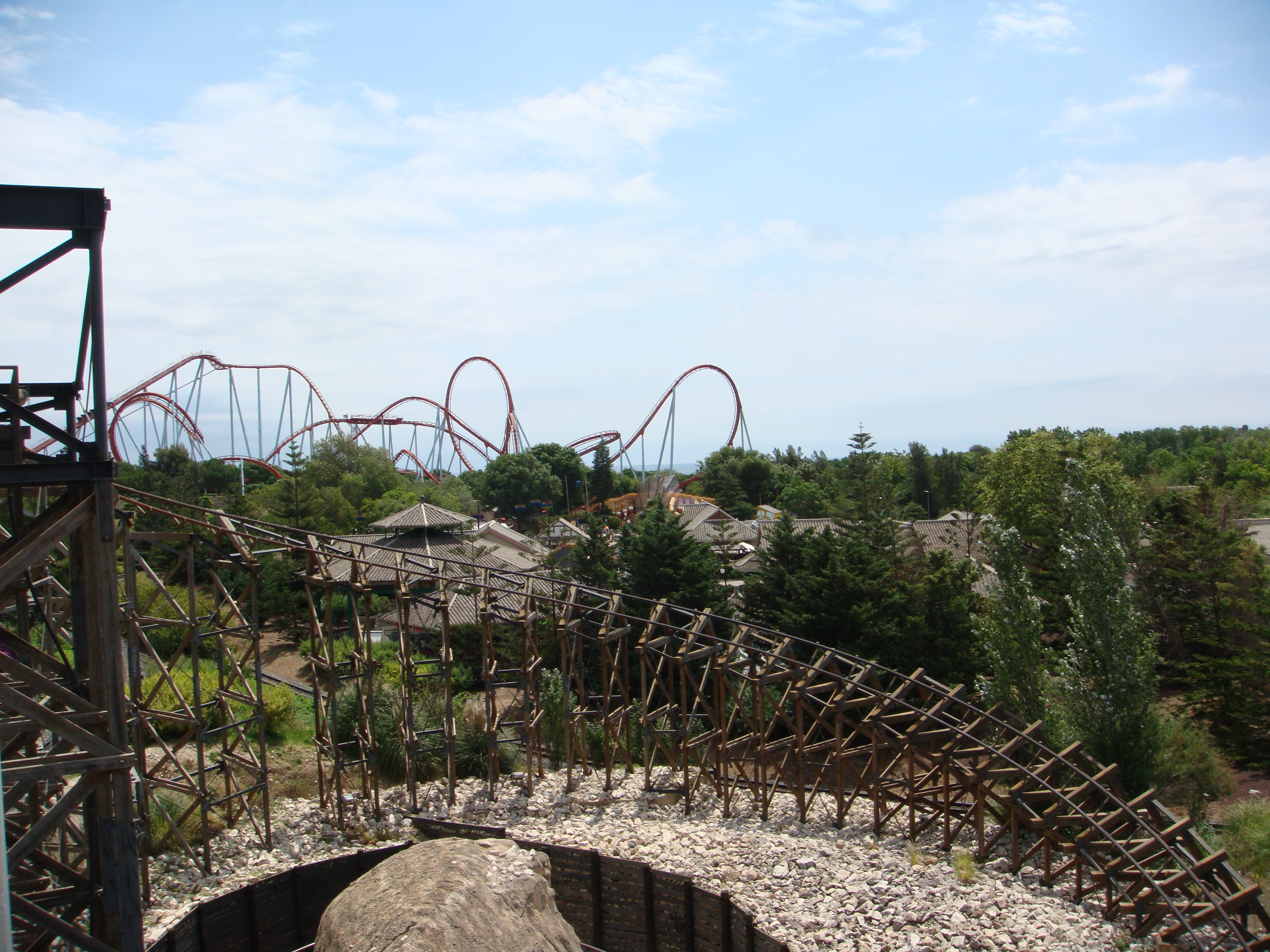
Vista de la bajada con el Dragon Khan al fondo.
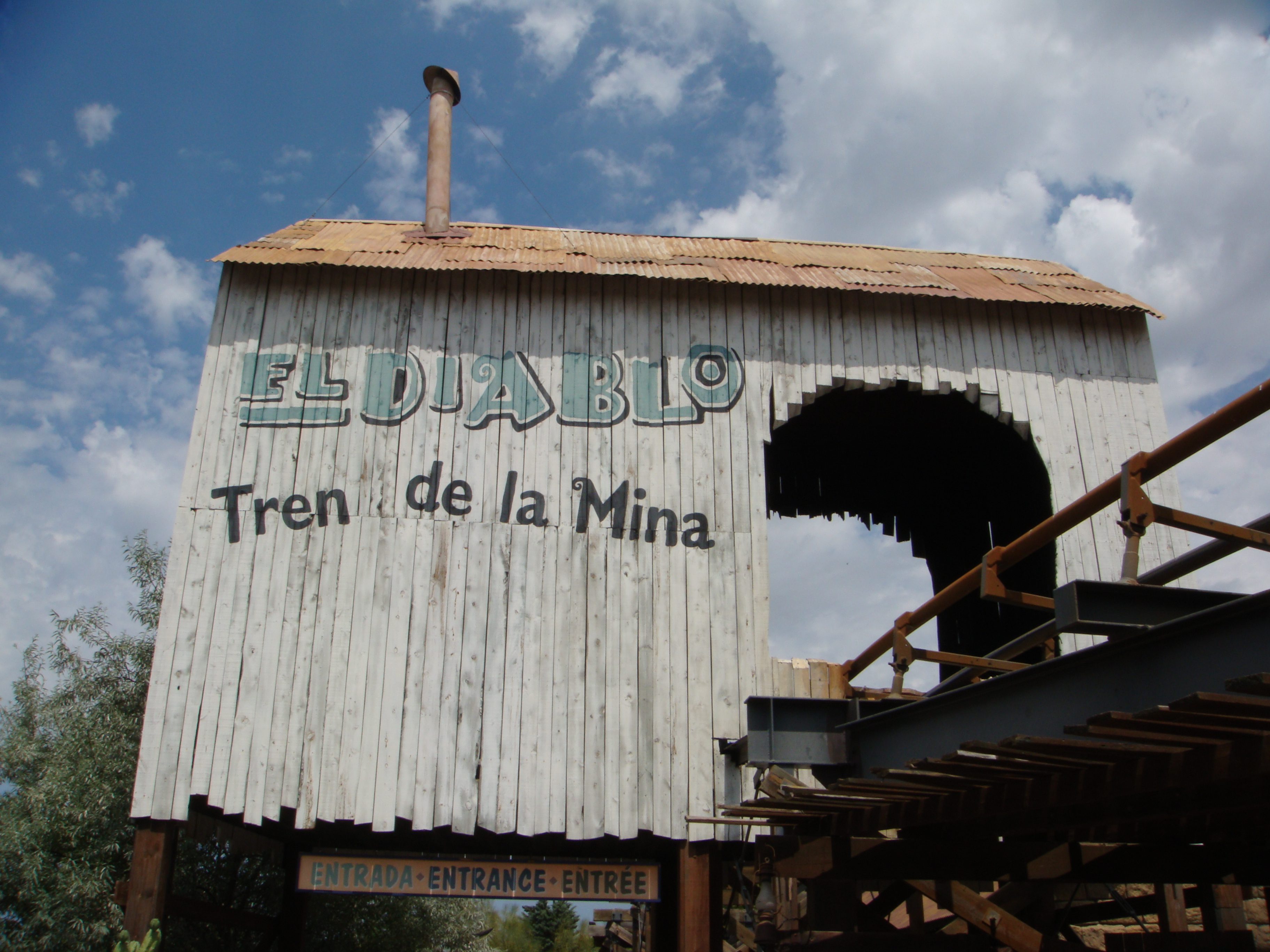
Vías cruzando un edificio.
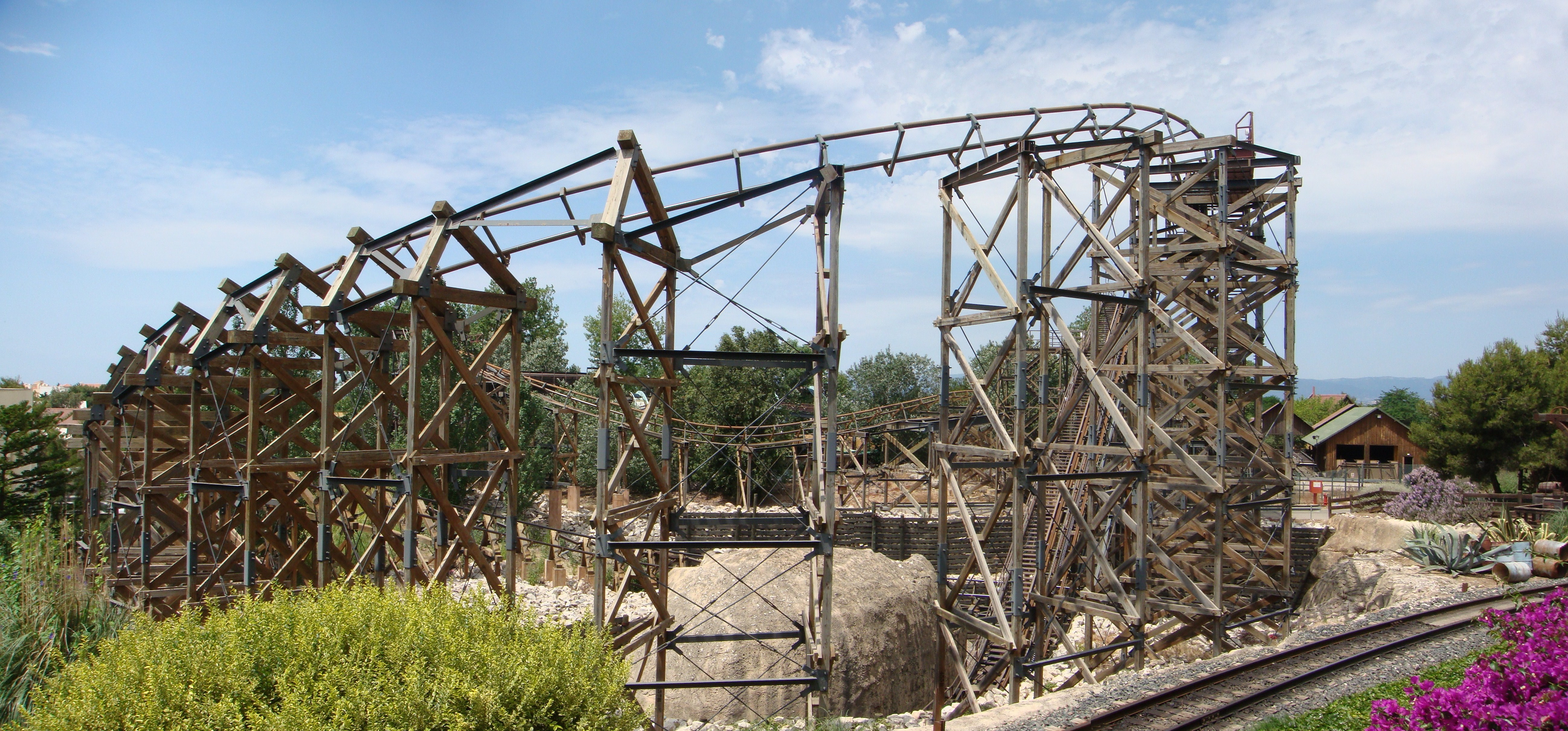
Panorámica de la última bajada.
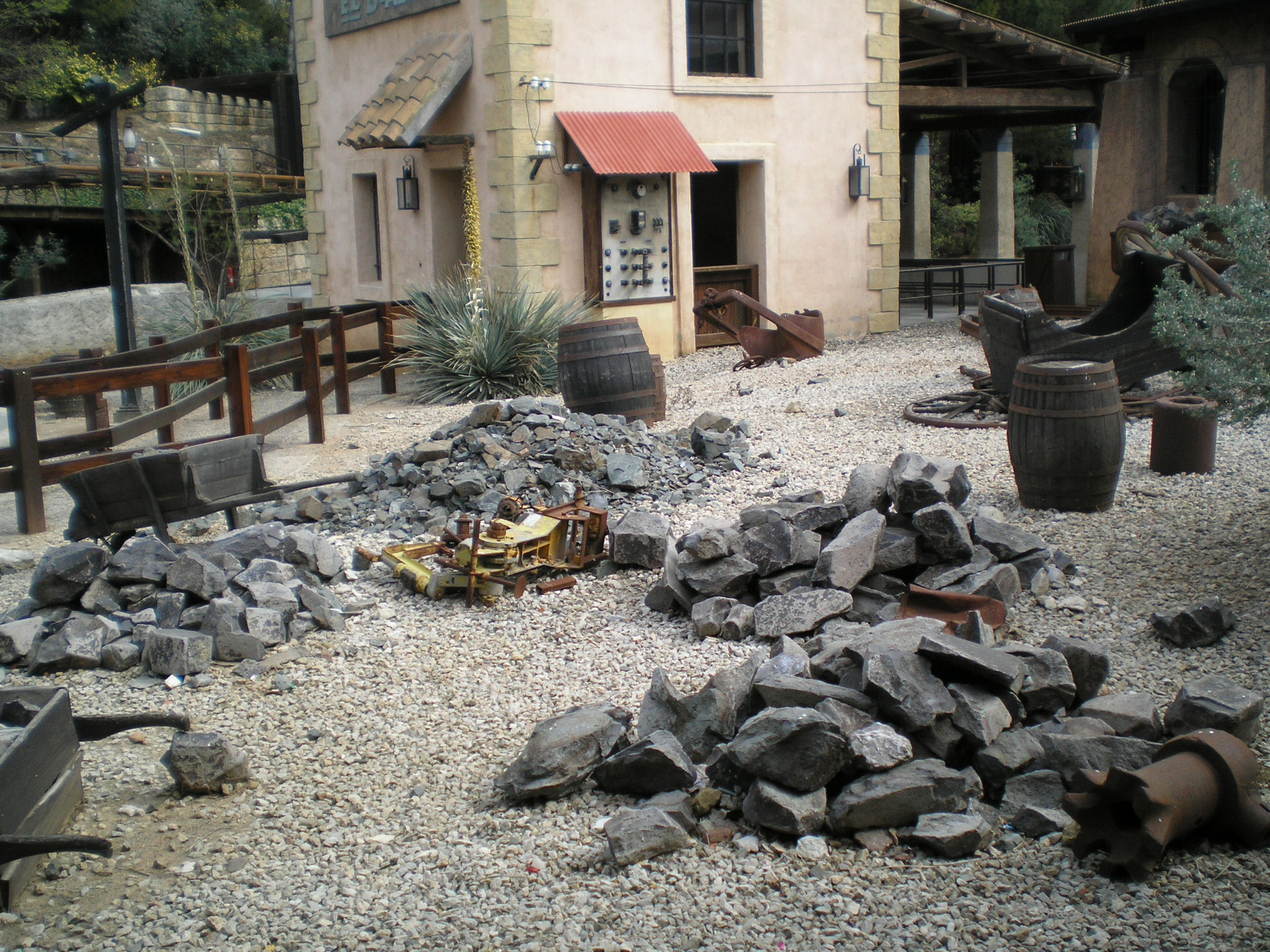
Tematización visible desde las colas de la atracción.
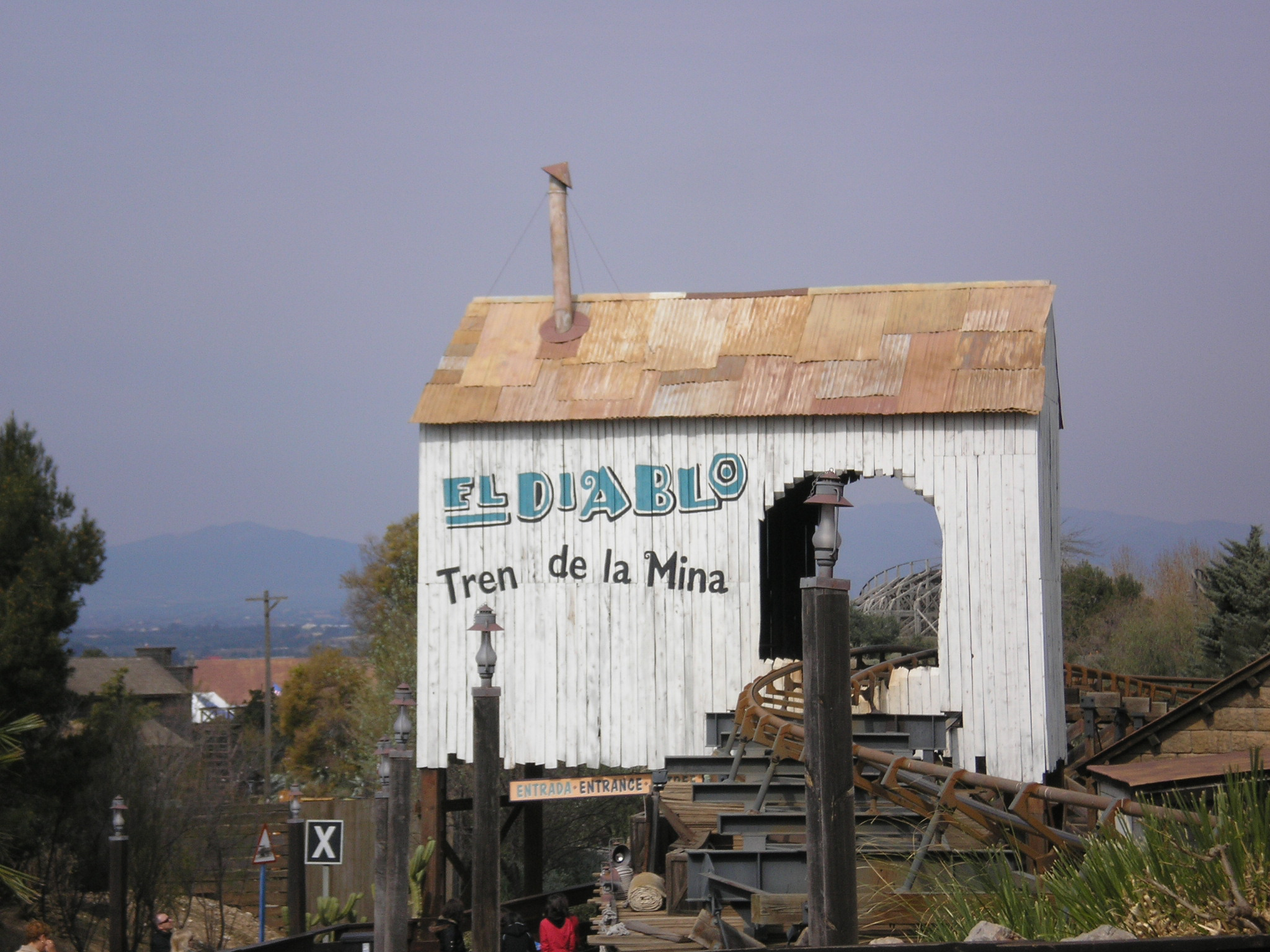
Vías de El Diablo cruzando un edificio.
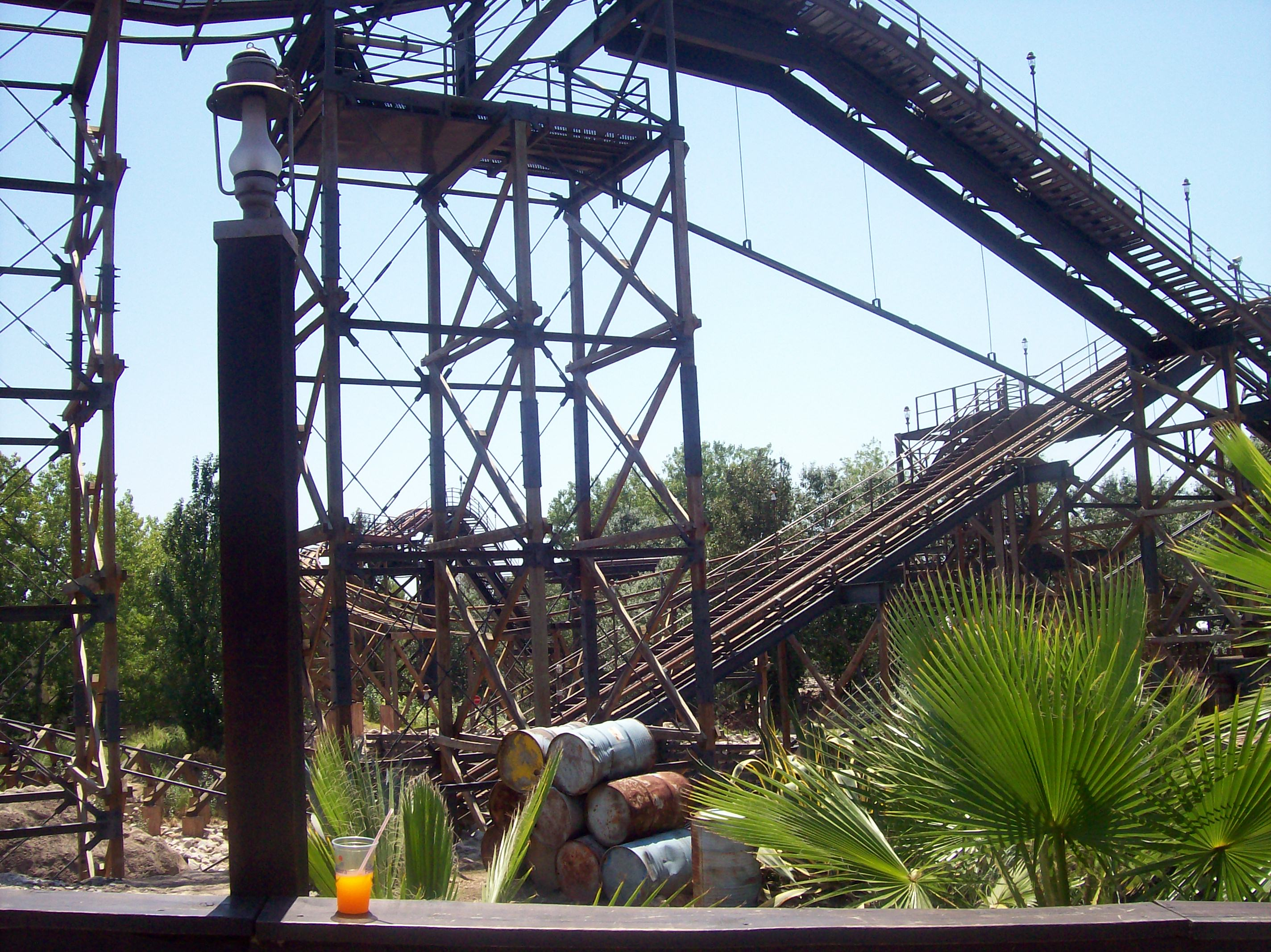
Vista de la subida.
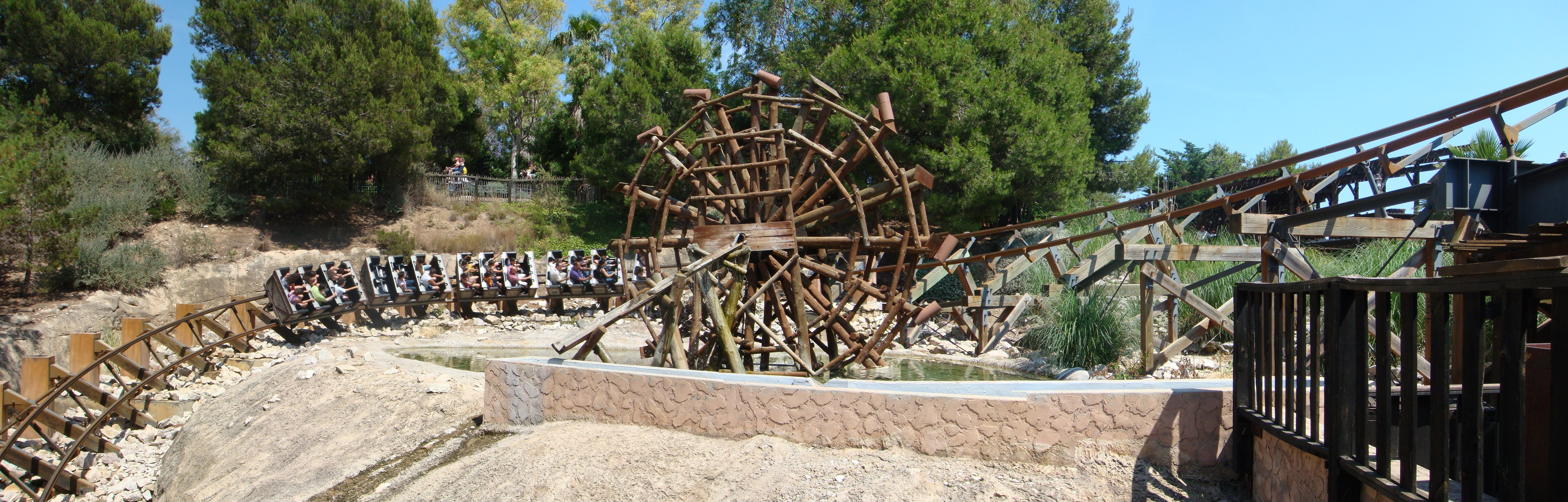
Panorámica del último curvón, lo mejor del recorrido.
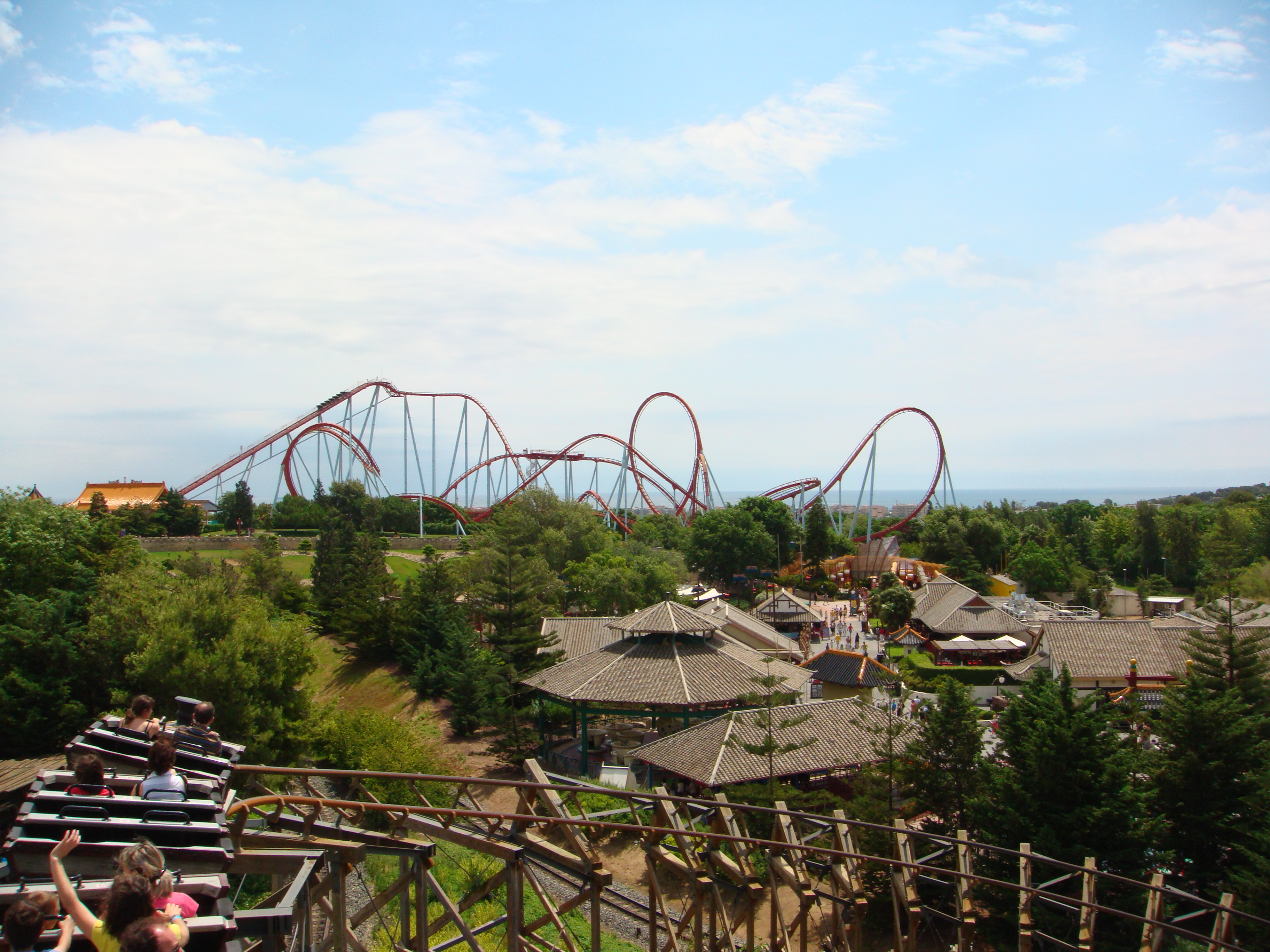
Visión del Dragon Khan desde El Diablo.
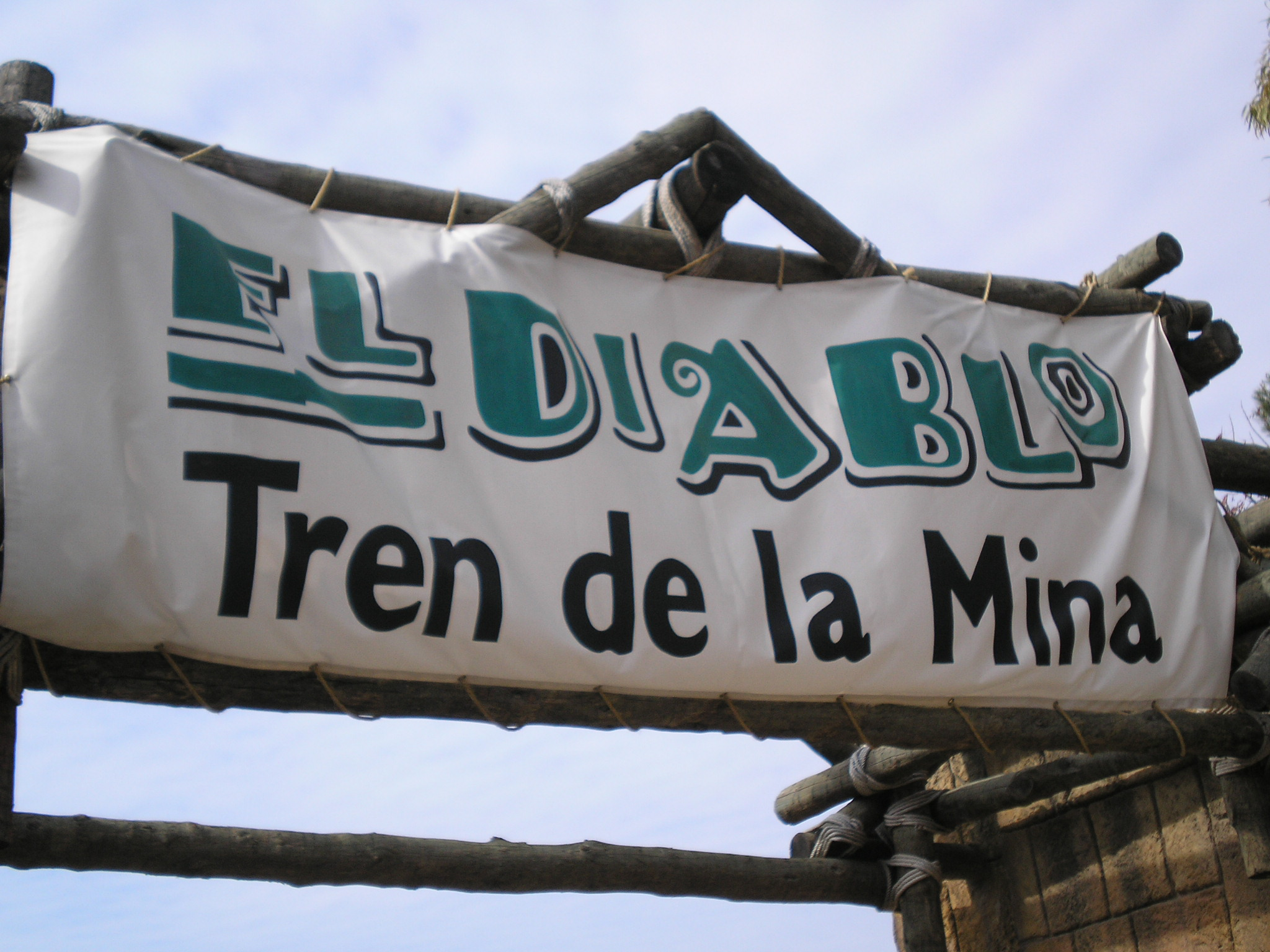
Entrada al Diablo.
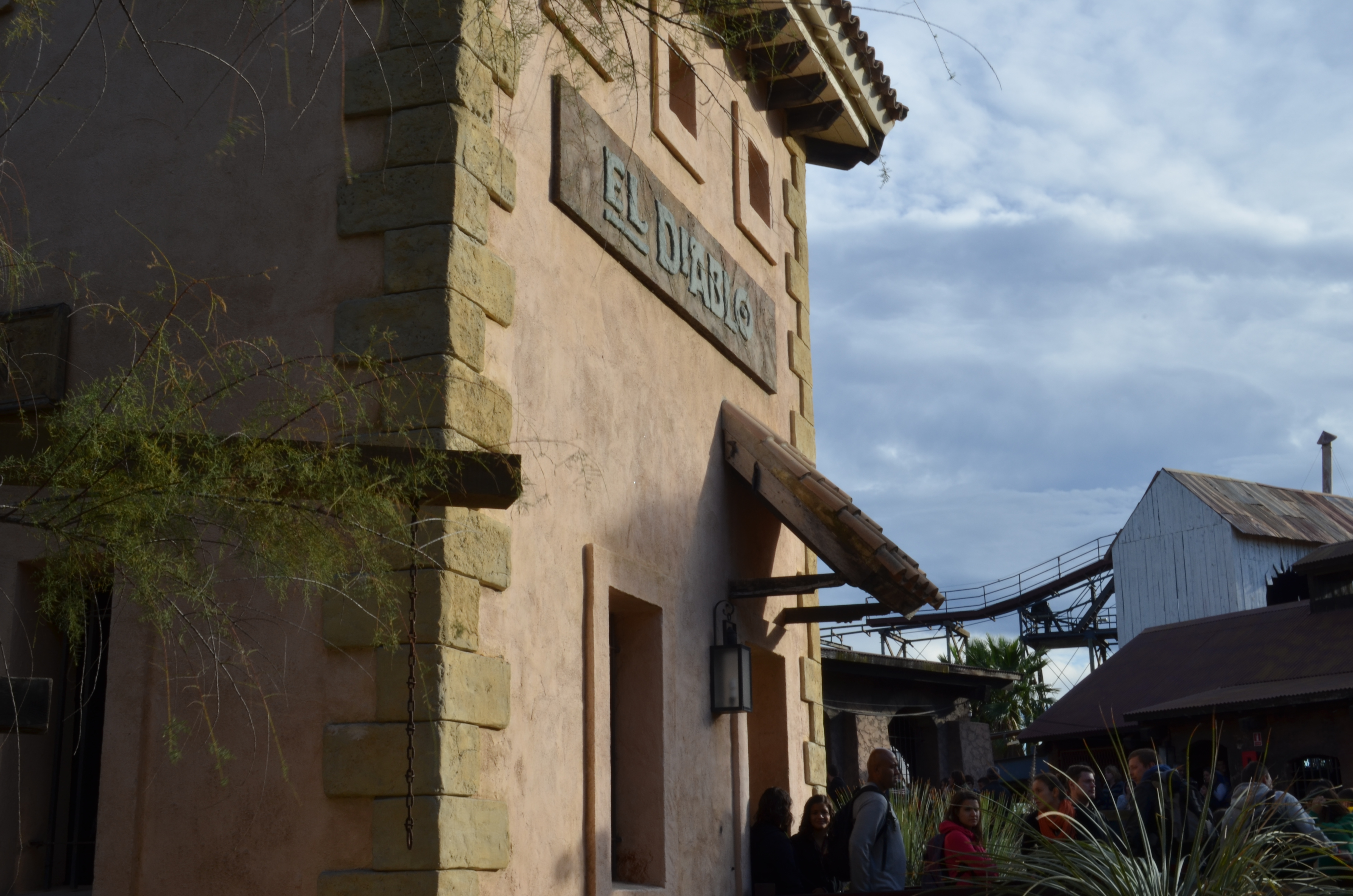
Casa del Diablo Tren de la Mina

### Atracciones de PortAventura Park
- Shambhala: Expedición al Himalaya
- Furius Baco
- Dragon Khan
- Grand Canyon Rapids
- Hurakan Condor
- Stampida
- Tomahawk
- Silver River Flume
- Ferrocarril Tour
- Tutuki Splash
- Tami-Tami
- Sea Odyssey
- Templo del Fuego
- Fumanchú

Atracciones similares:
- Runaway Mine Train (Six Flags Great Adventure)